# Alchemilla thaumasia
Alchemilla thaumasia é uma espécie de rosácea do gênero Alchemilla, pertencente à família Rosaceae.